# Wilhelm Gombert
Wilhelm Gombert (* 2. September 1886 in Berlin; † 16. April 1964 in Chicago, Illinois) war ein deutscher Opernsänger (Tenor).

## Leben
Gombert absolvierte zunächst eine Apothekerlehre und arbeitete als Anstreicher, bevor er eine Gesangsausbildung begann und schließlich 1909 ein Engagement am Berliner Belle-Alliance-Theater bekam. In den folgenden Jahren sang er als lyrischer Tenor an verschiedenen Opernhäusern, unter anderem an der Berliner Volksoper (1910/1911), am Stadttheater in Mainz (1913–1921), am Opernhaus in Köln (1921–1926) und an der Städtischen Oper Berlin (1926–1934). Internationale Engagements krönten um 1930 seine Karriere. So sang er 1927–1928 an der Londoner Covent Garden Opera seine Glanzpartien wie den Alfredo in Giuseppe Verdis La traviata, den Pedrillo in Wolfgang Amadeus Mozarts Die Entführung aus dem Serail, den Jacquino in Ludwig van Beethovens Fidelio und den David in Wagners Die Meistersinger von Nürnberg.
Neben weiteren klassischen Partien wie den Steuermann in Richard Wagners Der fliegende Holländer sang Gombert auch in mehreren Uraufführungen moderner Opern, so in Stücken von Franz Schreker (Irrelohe, 1924 und Der Schmied von Gent, 1932), Julius Bittner (Die Mondnacht, 1932) und Kurt Weill (Die Bürgschaft, 1932).
Daneben spielte Gombert 1929 in dem Kurzspielfilm Paganini in Venedig einen Gondoliere. Und er arbeitete mehr als fleißig für die Schallplatte. Das Verzeichnis des Musiklabels Tri-Ergon führt für die Jahre 1929/1930 weit mehr als hundert Schellackplatten-Aufnahmen mit dem Gesang Wilhelm Gomberts auf, wobei er in fast der Hälfte der Fälle unter dem Namen Willy Munny sang. Das Repertoire reichte von Alle Tage ist kein Sonntag über Mein Liebster muß Trompeter sein (noch heute auf diversen Oldie-Sammlungen präsent) oder Warum ist es am Rhein so schön bis hin zu La Paloma und Sonny Boy.
Obwohl Gombert nach dem Ersten Weltkrieg als hoch dekorierter ehemaliger Frontsoldat dem rechten Stahlhelm beigetreten war und als Mitglied desselben sogar ab November 1933 kurzfristig der Reserve der SA angehörte, bedeutete die Herrschaft der Nationalsozialisten das Ende seiner Karriere. Gombert war seit 1915 mit der Jüdin Alice Lion verheiratet, mit der er zwei Söhne und eine Tochter hatte. Als „jüdisch versippt“ wurde ihm eine Verlängerung des Vertrages an der Städtischen Oper Berlin versagt. Er konnte noch eine Saison (1934/1935) an der Volksoper auftreten. Dann gab es nur noch Engagements bei Veranstaltungen des Jüdischen Kulturbundes.
Der Versuch, wenigstens im Filmgeschäft weiter zu arbeiten, scheiterte nach wenigen Rollen durch den Ausschluss aus der Reichstheaterkammer am 8. Februar 1937 und aus der Reichsfilmkammer am 25. März 1937. Er musste sich fortan als Gelegenheitsarbeiter (unter anderem als Dekorateur) über Wasser halten. Das Vorhaben, in die USA auszuwandern, konnte mangels eines Visums nicht in die Tat umgesetzt werden.
Nach dem Ende des Krieges folgte Gombert seiner Frau, die kurz vor Kriegsende nach Schweden evakuiert werden konnte und dort bei der Post eine Anstellung gefunden hatte. Gombert baute Modellschiffe für das Seefahrtsmuseum, kopierte Bilder von Vincent van Gogh und gab Gesangsunterricht. Von Schweden aus übersiedelte er schließlich in die USA, wo er noch eine Zeit lang als Gesangslehrer arbeitete.

## Diskografie (Auswahl)
- 1929: Müde kehrt ein Wandersmann zurück (bearb. Hermann Krome), Tri-Ergon 5512
- 1929: Ich lag am Waldessaume (B. Bradenberg – A. Heinerici), Tri-Ergon 5512
- 1929: Mariechen saß weinend im Garten, Tri-Ergon 5536
- 1929: Schöner Giogolo (M: L. Casucci/T: J. Brammer), als Willy Munny, Tri-Ergon 5713
- 1929: Es gibt eine Frau, die dich niemals vergißt (M: Jim Cowler/T: Kurt Schwabach), Tri-Ergon 5550
- 1929: La Paloma (M: Sebastién de Yradier), Tri-Ergon 5562
- 1929: Dunkelrote Rosen (E. Plessow – E. Walter), als Willy Munny, Tri-Ergon 5671
- 1929: Stolzenfels am Rhein (M: J. Meissler/T: Forgeel), Tri-Ergon 5624
- 1929: Lieblicher, goldener Moselwein (M: Karl Werding), Tri-Ergon 5625
- 1929: Sonny Boy (M: Jolsen – de Sylva – Brown – Henderson/T: Roxy), Tri-Ergon 5627
- 1930: Mädel ich bin dir so gut (M: Georg Enders/T: H. Felsing), Tri-Ergon 5716
- 1930: Warum ist es am Rhein so schön? (M: A. von Bergsattel), Tri-Ergon 5716
- 1930: Gute Nacht, du mein herziges Kind (M: Franz Abt/T: Seyffardt), Tri-Ergon 5535
- 1930: Lust’ge Jungs von der Waterkant (M: Hermann Krome/T: Willy Weiss), als Willy Munny, Tri-Ergon 5628
- 1930: Einmal sagt man sich adieu (M: Willy Schmidt-Gentner/T: Fritz Rotter), als Willy Munny, Tri-Ergon 5656
- 1930: Ohne Tränen gibt’s keine Liebe (M: Austin Egen – Nico Dostal/T: Fritz Rotter), als Willy Munny, Tri-Ergon 5656
- 1930: Meine Liebe, deine Liebe (M: Franz Lehár/T: Herzer und Fritz Löhner-Beda), als Willy Munny, Tri-Ergon 5730
- 1930: Bei Lied und Wein (Marsch- und Tanz-Potpourri) mit Männer-Quartett und Tenor-Solo (= Wilhelm Gombert), Tri-Ergon 5870
- 1930: Achtung! Achtung! Wir senden Tanzmusik (Schlager-Potpourri), als Willy Munny, Tri-Ergon 5653
- 1930: An der Saale hellem Strande (M: F. E. Fesca), Tri-Ergon 5880
- 1930: Zwischen Heringsdorf und Swinemünde (M: Rolf Marbot und Fritz German/T: Armin Robinson) Tri-Ergon 5892

## Filmografie
- 1929: Paganini in Venedig (Kurzfilm)
- 1935: Die klugen Frauen
- 1936: Was sagen Sie dazu? (Kurzfilm)
- 1936: Knigge und wir (Kurzfilm)
- 1936: Klein, aber mein (Kurzfilm)
- 1936: Der Gastwirt
- 1936: Till Eulenspiegel: Wie Eulenspiegel sich einmal erbot zu fliegen (Kurzfilm)

## Theater
- 1910: Otto Nicolai: Die lustigen Weiber von Windsor (Fenton) – Regie: Berthold Glesinger (Volksoper Berlin)
- 1926: Richard Wagner: Der fliegende Holländer (Dalands Steuermann) – Regie: Georg Pauly (Städtische Oper Berlin)
- 1926: Eugen d’Albert: Die toten Augen – Regie: ? (Städtische Oper Berlin)
- 1926: Leo Fall: Jugend im Mai (Florian) – Regie: Martin Zickel (Städtische Oper Berlin)
- 1926: Giacomo Puccini: Turandot (Pong) – Regie: Heinz Tietjen (Städtische Oper Berlin)
- 1926: Ludwig van Beethoven: Fidelio (Jaquino) – Regie: Bruno Walter (Städtische Oper Berlin)
- 1926: Richard Strauss: Ariadne auf Naxos – Regie: Heinz Tietjen (Städtische Oper Berlin)
- 1926: Richard Wagner: Die Meistersinger von Nürnberg (David) – Regie: Georg Pauly (Städtische Oper Berlin)
- 1926: Johann Strauss: Die Fledermaus – Regie: Georg Pauly (Städtische Oper Berlin)
- 1927: Aimé Maillart: Das Glöckchen des Eremiten – Regie: ? (Städtische Oper Berlin)
- 1927: Luigi Cherubini: Der Wasserträger (Anton) – Regie: Hanns Niedecken-Gebhard (Städtische Oper Berlin)
- 1927: Fromental Halévy: Der Blitz – Regie: Friedrich Schramm (Städtische Oper Berlin)
- 1927: Giuseppe Verdi: Falstaff (Cajus) – Regie: Karlheinz Martin (Städtische Oper Berlin)
- 1928: Wolfgang Amadeus Mozart: Die Hochzeit des Figaro (Basilio) – Regie: Karlheinz Martin (Städtische Oper Berlin)
- 1929: Giacomo Puccini: Madame Butterfly (Goro, Nakodo) – Regie: Karl Holy (Städtische Oper Berlin)
- 1929: Johann Baptist Schenk: Der Dorfbarbier – Regie: Karlheinz Martin (Städtische Oper Berlin)
- 1930: Ludwig Roselius: Doge und Dogaresse (Narr) – Regie: Otto Krauß (Städtische Oper Berlin)
- 1932: Jacques Offenbach: Die Prinzessin von Trapezunt (Fürst Casimir) – Regie: Jürgen Fehling (Städtische Oper Berlin)
- 1932: Kurt Weill: Die Bürgschaft – Regie: Carl Ebert (Städtische Oper Berlin)
- 1932: Wolfgang Amadeus Mozart: Die Entführung aus dem Serail (Pedrilo) – Regie: Carl Ebert (Städtische Oper Berlin)